# Ocnogyna huguenini
Ocnogyna huguenini är en fjärilsart som beskrevs av Charles Oberthür 1878. Ocnogyna huguenini ingår i släktet Ocnogyna och familjen björnspinnare. Inga underarter finns listade i Catalogue of Life.